# Unterseeboot U-103 (1917)
Pour les autres navires du même nom, voir Unterseeboot 103.
L'Unterseeboot U-103 est un sous-marin de type U 57 de la marine impériale allemande. Il a été éperonné et coulé par le HMT Olympic pendant la Première Guerre mondiale. L'U-103 a été construit par AG Weser à Brême, lancé le 9 juin 1917 et mis en service le 15 juillet 1917. Il a effectué cinq patrouilles sous le commandement du capitaine Claus Rücker et a coulé huit navires totalisant 15467 tonneaux de jauge brute (TJB) avant d’être perdu dans la Manche le 12 mai 1918.

## Conception
L'U-103 avait un déplacement de 750 tonnes en surface et de 952 tonnes en immersion. Il avait une longueur hors tout de 67,60 m, et 54,02 m pour la coque sous pression, un maître-bau de 6,32 m, une hauteur de 8,25 m et un tirant d'eau de 3,65 m. Le sous-marin était propulsé par deux moteurs Diesel de 2400 ch (1800 kW) en surface et deux moteurs électriques de 1200 ch (880 kW) sous l’eau. Il avait deux arbres d'hélice. Il était capable d’opérer à des profondeurs allant jusqu’à 50 mètres.
La vitesse maximale était de 16,5 nœuds (30,6 km/h) en surface et de 8,8 nœuds (16,3 km/h) en immersion. Il pouvait parcourir 10100 milles marins (18700 km) à 8 nœuds (15 km/h) en surface et 45 milles marins (83 km) à 5 nœuds (9,3 km/h) en immersion. L'U-103 était armé de six tubes lance-torpilles de 50 centimètres, quatre à l’avant et deux à l’arrière, de douze à seize torpilles et de deux canons de pont de 8,8 cm SK L/30. Il avait un effectif de 36 hommes : 32 membres d’équipage et quatre officiers.

## Naufrage

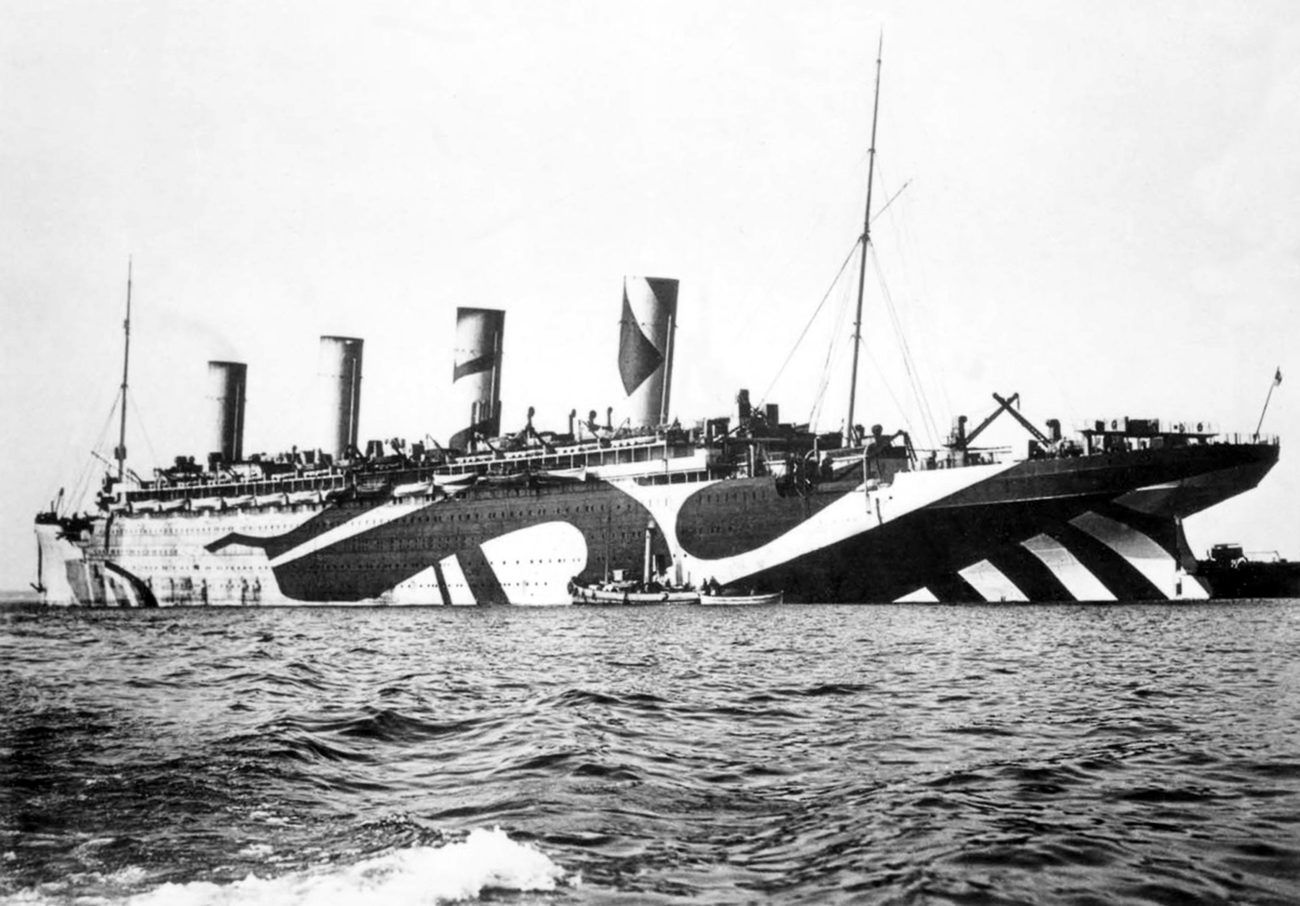
Le HMT Olympic en camouflage dazzle pendant la Première Guerre mondiale.

Aux premières heures du 12 mai 1918, l'U-103 en surface aperçut l'Olympic, le sister-ship du RMS Titanic, qui transportait des troupes américaines vers la France. L’équipage de l'U-103 se prépara à lancer des torpilles à partir de ses tubes lance-torpilles arrière, mais ne put les inonder à temps avant que le sous-marin ne soit repéré par l'Olympic, dont les artilleurs ouvrirent le feu alors que le navire de transport se retournait pour l’éperonner.
L'U-103 a commencé à plonger en catastrophe à 30 mètres et a tenté de virer parallèlement au paquebot. Mais il n’eut pas assez de temps et l’hélice bâbord de l'Olympic entailla profondément la coque à l’arrière du kiosque, amenant l’équipage à faire exploser les réservoirs de ballast pour saborder le sous-marin. Neuf membres d’équipage ont perdu la vie. L'Olympic ne s’arrêta pas pour récupérer les survivants mais continua sa route vers Cherbourg. L’USS Davis a ensuite aperçu une fusée de détresse et a ramené 35 survivants à Queenstown,.

## Épave
Les restes de l'U-103 se trouvent à une profondeur de 90 m dans la Manche, à peu près à mi-chemin entre l’Angleterre et la France, à la position 49° 16′ N, 4° 51′ O. Il est inaccessible aux plongeurs, mais l’épave a été étudiée et identifiée en 2012 par un véhicule sous-marin téléopéré.

## Affectations
- IIe flottille : du 26 août 1917 au 12 mai 1918.

## Commandants
- Kapitänleutnant Claus Rücker[6] : du 26 août 1917 au 12 mai 1918.

## Navires coulés
| Date              | Nom                  | Nationalité | Tonnage | Destin.   |
| ----------------- | -------------------- | ----------- | ------- | --------- |
| 12 septembre 1917 | St. Margaret         | Royaume-Uni | 943     | Coulé     |
| 12 novembre 1917  | Deputé Pierre Goujon | France      | 4121    | Coulé     |
| 16 novembre 1917  | Garron Head          | Royaume-Uni | 1933    | Coulé     |
| 26 janvier 1918   | Cork                 | Royaume-Uni | 1232    | Coulé     |
| 29 janvier 1918   | Glenfruin            | Royaume-Uni | 3097    | Coulé     |
| 17 mars 1918      | Cressida             | Royaume-Uni | 150     | Coulé     |
| 17 mars 1918      | Sea Gull             | Royaume-Uni | 976     | Coulé     |
| 18 mars 1918      | Grainton             | Royaume-Uni | 6042    | Endommagé |
| 20 mars 1918      | Kassanga             | Royaume-Uni | 3015    | Coulé     |